# ヴァレンティア島

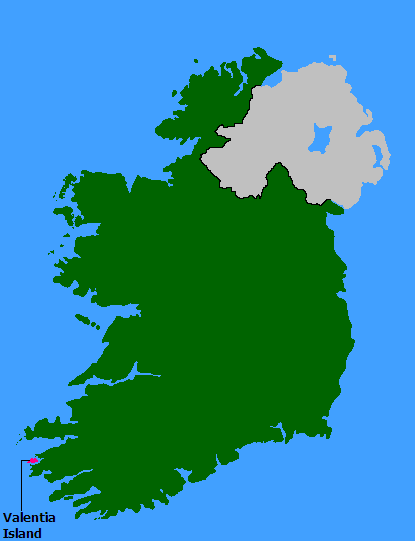
島の位置

ヴァレンティア島 （ヴァレンティアとう、Valentia Island、アイルランド語:Dairbhre）は、アイルランド、ケリー県の島。ヨーロッパ大陸最西端の定住地の一つである。島とアイルランド本土は橋でつながっており、同様にフェリーが往復する。

## 歴史

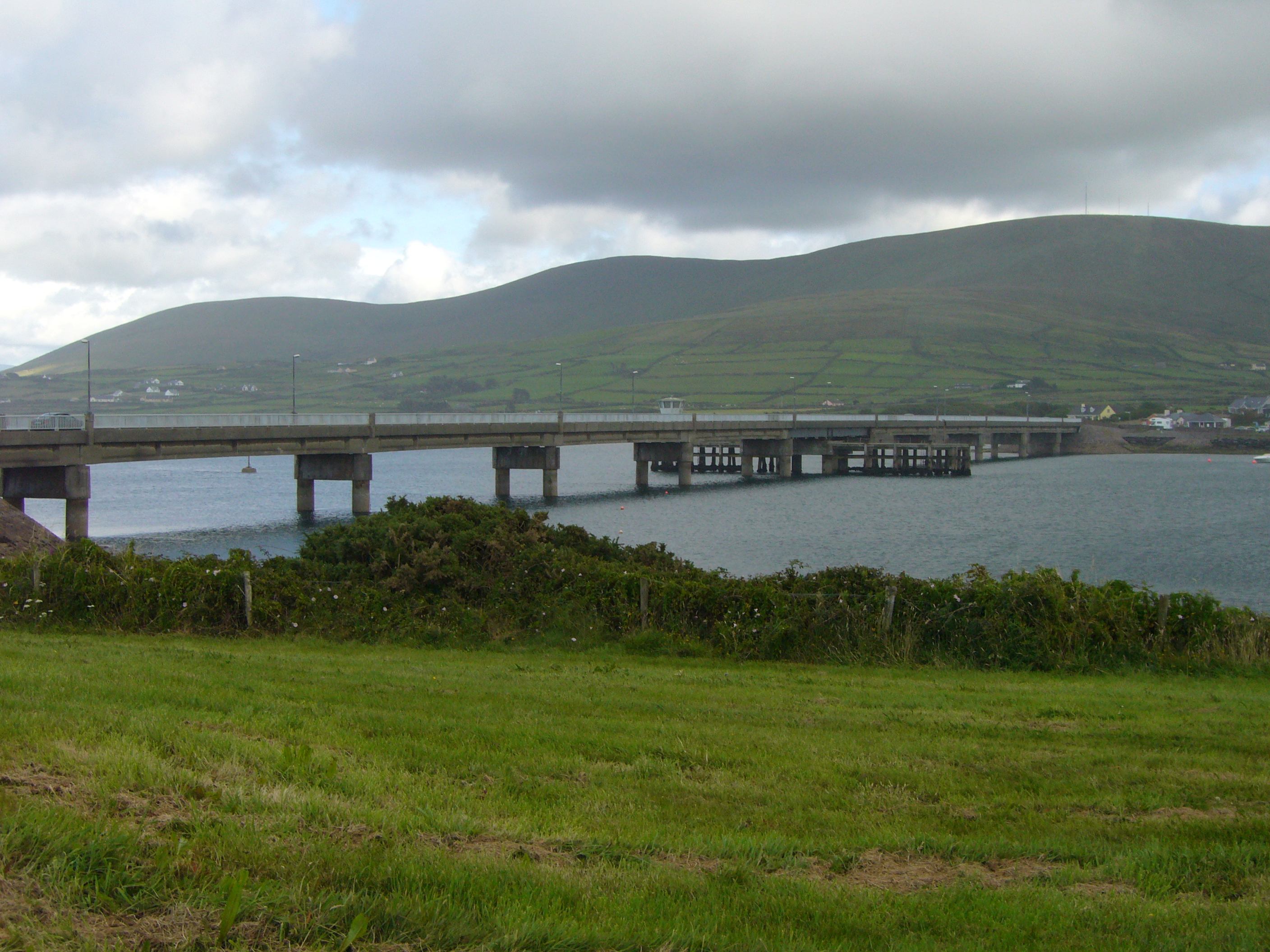
島と本土をつなぐポートマジー橋

ヴァレンティア島は、世界初の商業ベースにのった大西洋横断電信ケーブルの、東部中継所であった。1857年に行われた最初の試みでは、本土のバリーカーベリ・ストランドからのケーブルが、ヴァレンティア島のちょうど真東で行方不明になった。その後、1858年には島の第一の村ナイツタウンに上陸したケーブルが失敗した。最終的に、1866年、商業ベースにのったFoilhommerum湾からの大西洋横断電信に成功した。大西洋横断電信ケーブルはヴァレンティア島から操作され、約100年後にウェスタン・ユニオン・インターナショナルがケーブル操作を終了するまで続けられた。
大西洋横断電信より前、アメリカ合衆国の経度測定は、ヨーロッパの経度について2,800フィート（850m）の誤差が生じていた。安全な海上交通のための正確な経度の重要性から、アメリカ国立測量機関は、グリニッジ天文台にアメリカの正確な経度をリンクさせるため経度調査を1866年に開始した。ベンジャミン・グールドと相棒のモスマンは1866年10月2日にヴァレンティア島へやってきた。彼らは、ニューファウンドランド島のハーツ・コンテントの経度観測所と同調した経度観察を進めるためFoilhommerum海底電信局に隣接する場所に、一時的な経度観測所をつくった。雨の日や曇りの日が何度も続いた後、1866年10月24日、初の大西洋横断電信経度信号が、Foilhommerumとハーツ・コンテントの間で交わされた。
1993年、地質学を研究する大学生が、島北岸にあるデヴォン紀の岩の中に、四肢動物の足跡が泥の中に残された化石を発見した。およそ3億8500万年前に、原始的な脊柱動物は赤道直下の湿地で泥だらけの海岸を通っていったごとく、現在の南西アイルランドにあたかも濡れたコンクリートの中に跡を残していったのである。足跡は、その上に重なる泥の沈殿で保存され、時をへて岩へ変わっていった。ヴァレンティア島で見つかった脊柱動物の足跡は、島最古の生命の証拠であり、古生物学者ステッセルによって広範囲に研究されてきた。

## 周辺
- カアサイビーン（英語版）[1]